# Santa Maria Imbaro
Santa Maria Imbaro ist eine italienische Gemeinde (comune) mit 1996 Einwohnern (Stand 31. Dezember 2023) in der Provinz Chieti in den Abruzzen. Die Gemeinde liegt etwa 27 Kilometer südöstlich von Chieti.

## Geschichte
Der Ort wurde erstmals 1383 urkundlich erwähnt, auch wenn die Siedlung bereits seit der römischen Antike existiert.

## Weinbau
In der Gemeinde werden Reben der Sorte Montepulciano für den DOC-Wein Montepulciano d’Abruzzo angebaut.

## Verkehr
Durch die Gemeinde führt die Strada Statale 524 Lanciano Fossacesia von Lanciano zur Adriaküste.